# Araucàries

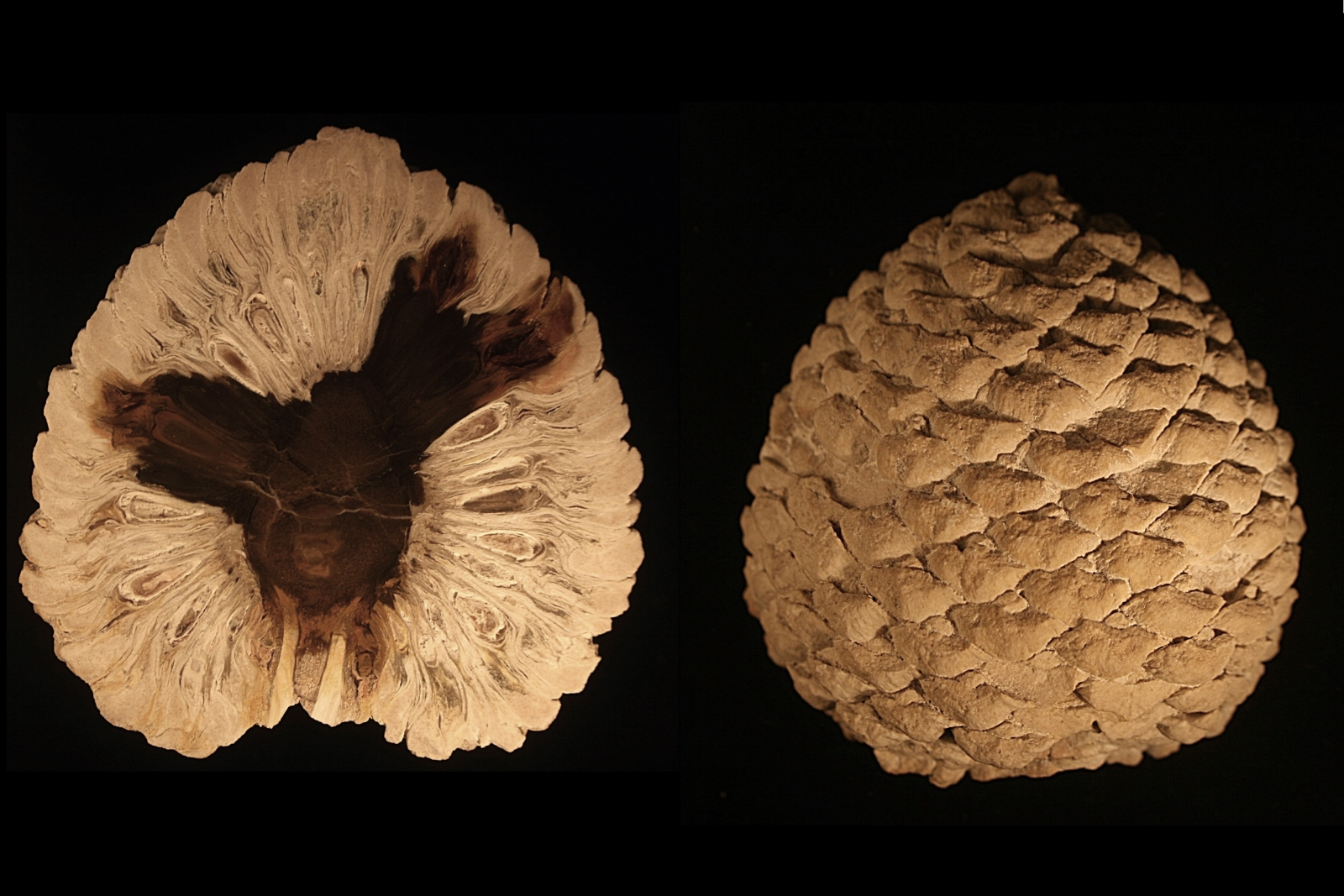
Pinya fòssil d'una Araucaria sp. de la Patagònia, Argentina. Juràssic

Les araucàries (Araucaria) són un gènere coníferes de la família de les araucariàcies (Araucariaceae), que inclou 20 espècies d'arbres natives de l'hemisferi sud. El nom del gènere prové del mot "araucano", el nom amb què els colonitzadors espanyols denominaven els maputxes de Xile.

## Noms comuns
Rep diversos noms comuns en català: araucària, arbre de pisos (lexema propi del mallorquí), centpisos, muntapisos, pi de pisos, pi reial, piser, pujapisos, leocàdia, pujapissos.

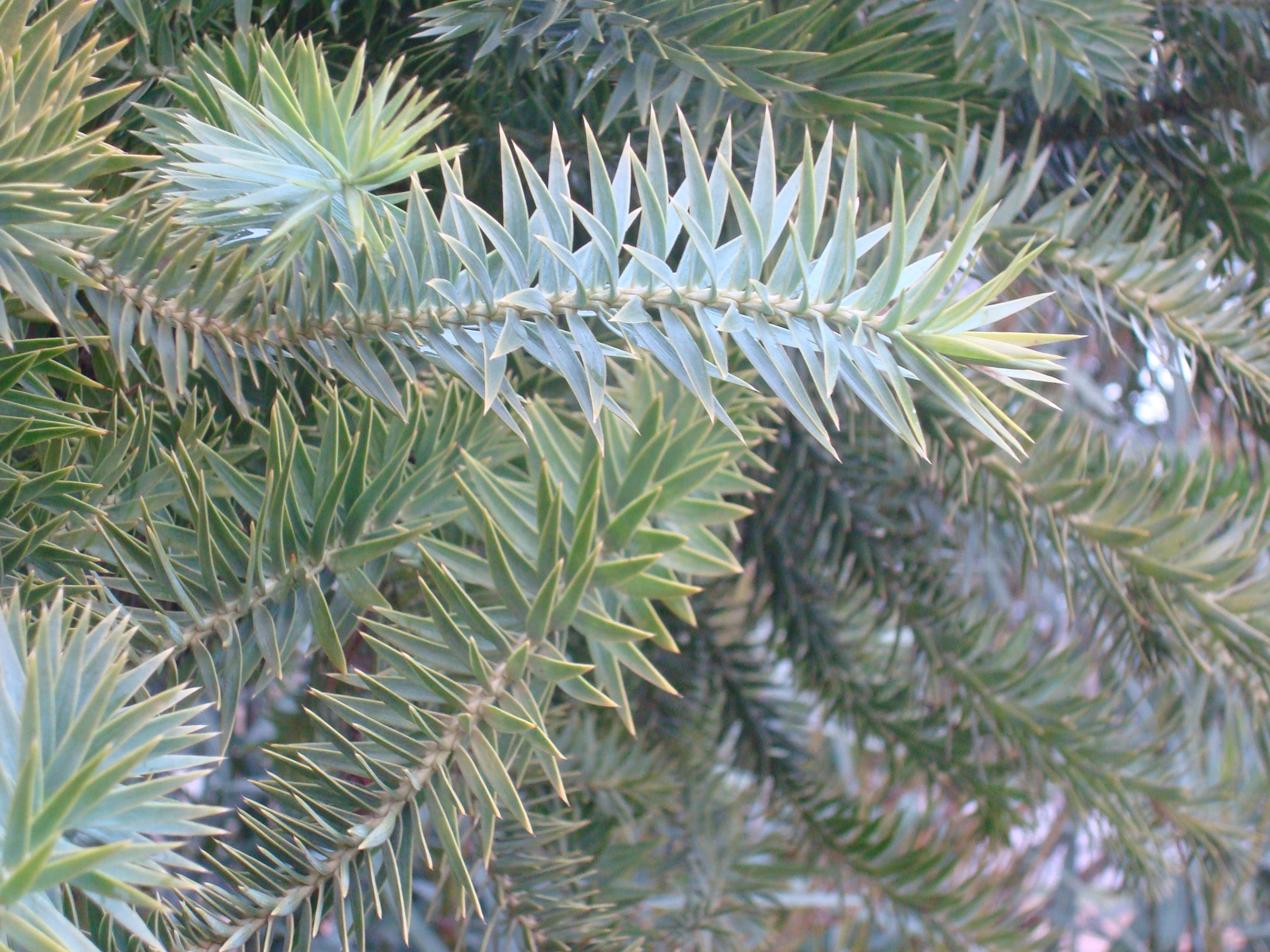
Araucaria angustifolia

## Descripció
Són grans arbres perennifolis amb un tronc massiu que, segons l'espècie, pot arribar a alçades de 30-80 m. Les branques s'estenen de forma horitzontal i les fulles són en forma d'agulla, típica de les coníferes.
Generalment les araucàries són dioiques, amb pinyes mascles i femelles en arbres separats. Ocasionalment, però, hi ha arbres monoics o arbres que canvien de sexe amb l'edat. Les pinyes femelles són globuloses i poden fer de 7 a 25 cm de diàmetre segons l'espècie. Contenen 80-200 llavors comestibles, similar als pinyons. Les pinyes mascles són més menudes, de 4 a 10 cm de llargada i entre 1,5-5 cm d'amplada.

## Distribució
Viuen preferentment en regions muntanyoses a les zones càlides i temperades de l'hemisferi sud, amb major diversitat a Nova Caledònia. Tenen una distribució disjunta de tipus gondwànic, amb espècies a Sud-amèrica, Austràlia, Nova Guinea i Nova Caledònia, reflex de quan Sud-amèrica i Austràlia estaven unides en el supercocntinent Gondwana; la deriva continental va fer que ara estiguin separades milers de quilòmetres d'oceans.

## Usos
Tradicionalment, els pinyons eren una font d'aliment per als habitants de les regions on creixen de manera natural. La fusta d'araucària també és força apreciada; algunes de les espècies s'utilitzen en jardineria.

## Taxonomia
Hi ha 20 espècies d'araucària dividides en tres seccions:
Secció Araucaria
- Araucaria angustifolia - Araucària del Brasil[5][6] - Estat del Paraná (Brasil), Paraguay, nord-est de l'Argentina.
- Araucaria araucana - Araucària de Xile[7] - Xile central i Argentina occidental.

Secció Bunya
- Araucaria bidwillii - Austràlia oriental.
- Araucaria hunsteinii - Nova Guinea.

Secció Eutacta
- Araucaria bernieri - Nova Caledònia.
- Araucaria biramulata - Nova Caledònia.
- Araucaria columnaris - Nova Caledònia.
- Araucaria cunninghamii - Austràlia oriental, Nova Guinea.
- Araucaria goroensis - Nova Caledònia.
- Araucaria heterophylla - Araucària de Norfolk[8] - Illa Norfolk (Austràlia).
- Araucaria humboldtensis - Nova Caledònia.
- Araucaria laubenfelsii - Nova Caledònia.
- Araucaria luxurians - Nova Caledònia.
- Araucaria montana - Nova Caledònia.
- Araucaria muelleri - Nova Caledònia.
- Araucaria nemorosa - Nova Caledònia.
- Araucaria rulei - Nova Caledònia.
- Araucaria schmidii - Nova Caledònia.
- Araucaria scopulorum - Nova Caledònia.
- Araucaria subulata - Nova Caledònia.

## Galeria

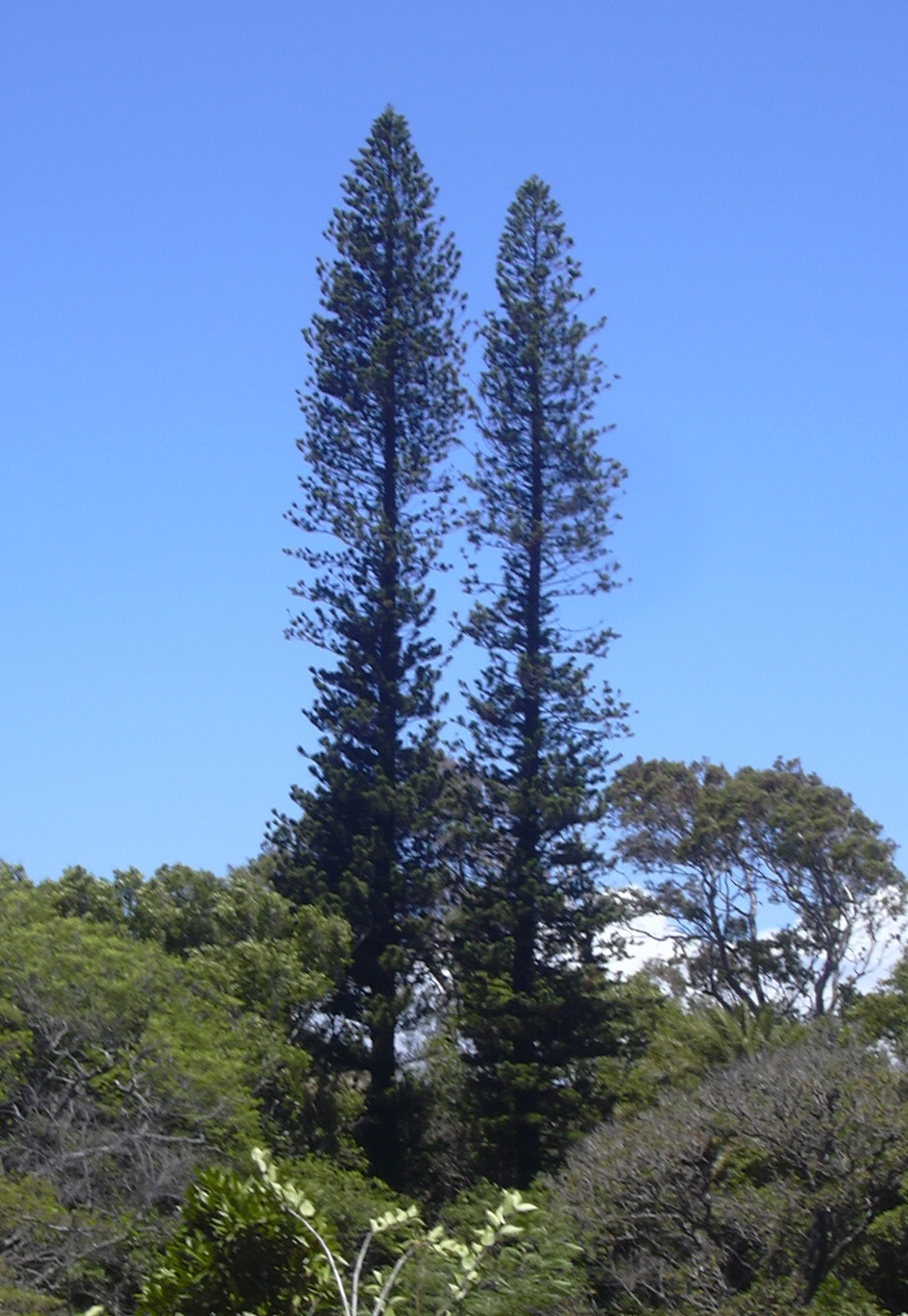
Araucaria columnaris
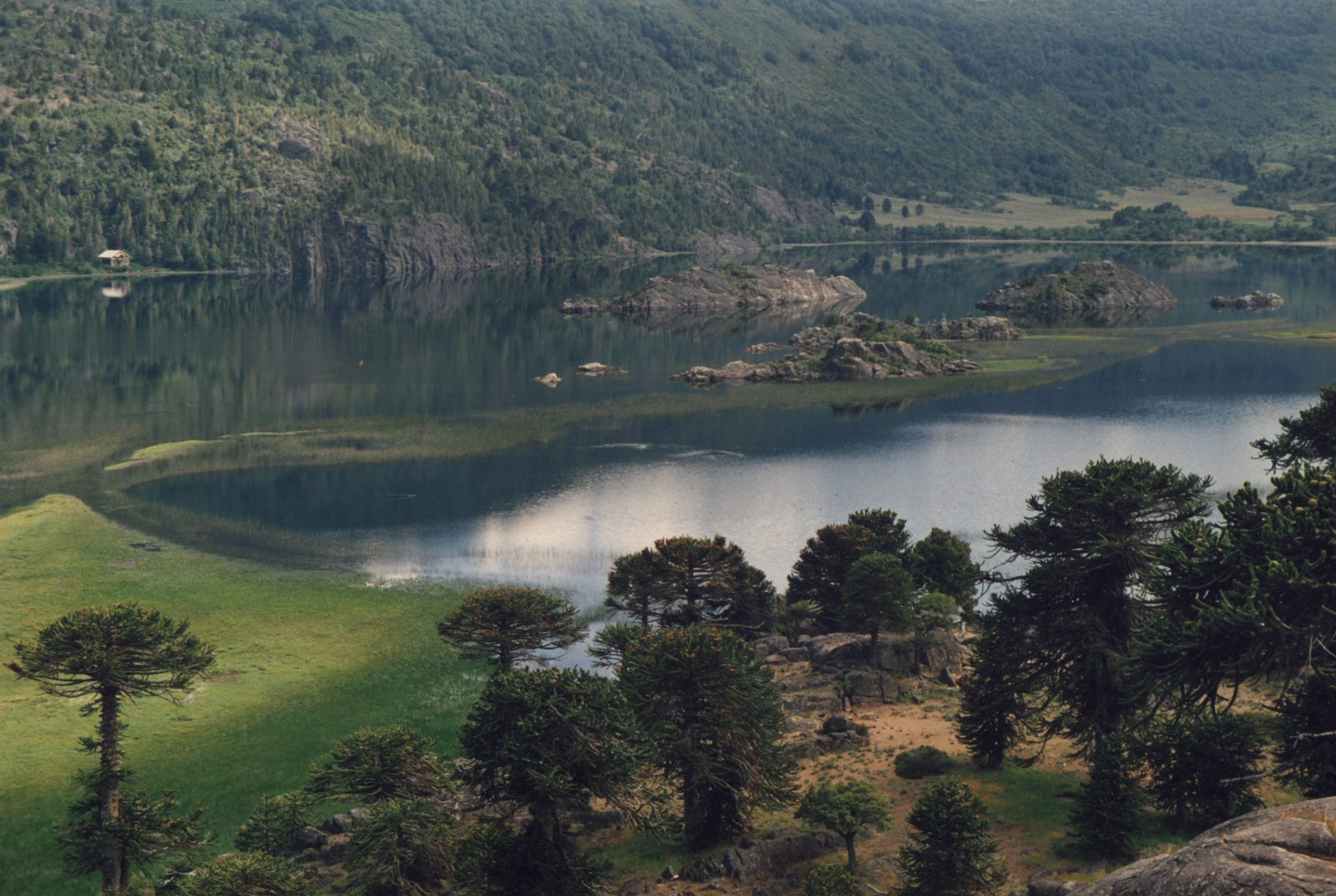
Araucaria araucana en el seu ambient natural
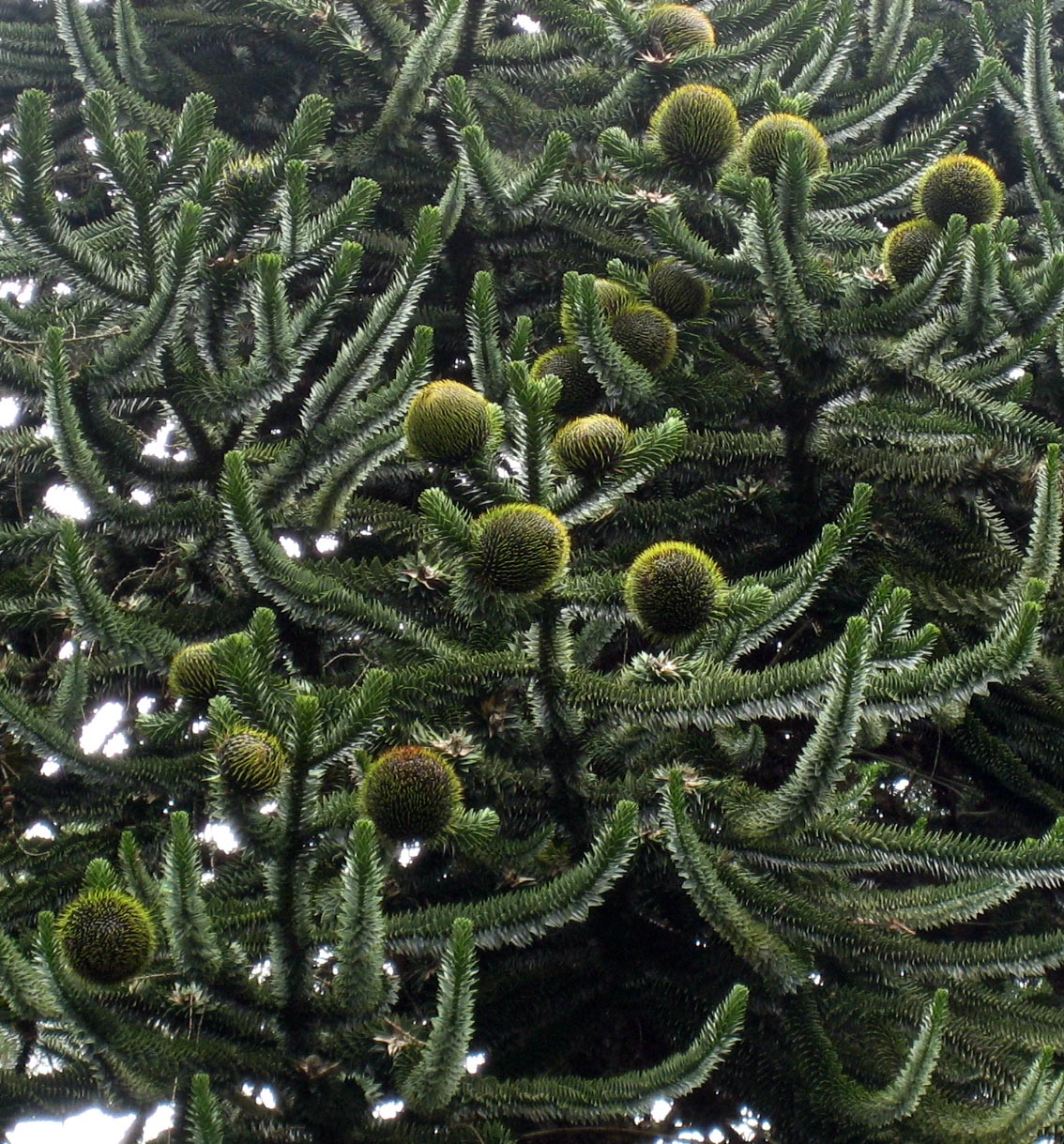
Araucaria araucana amb pinyes
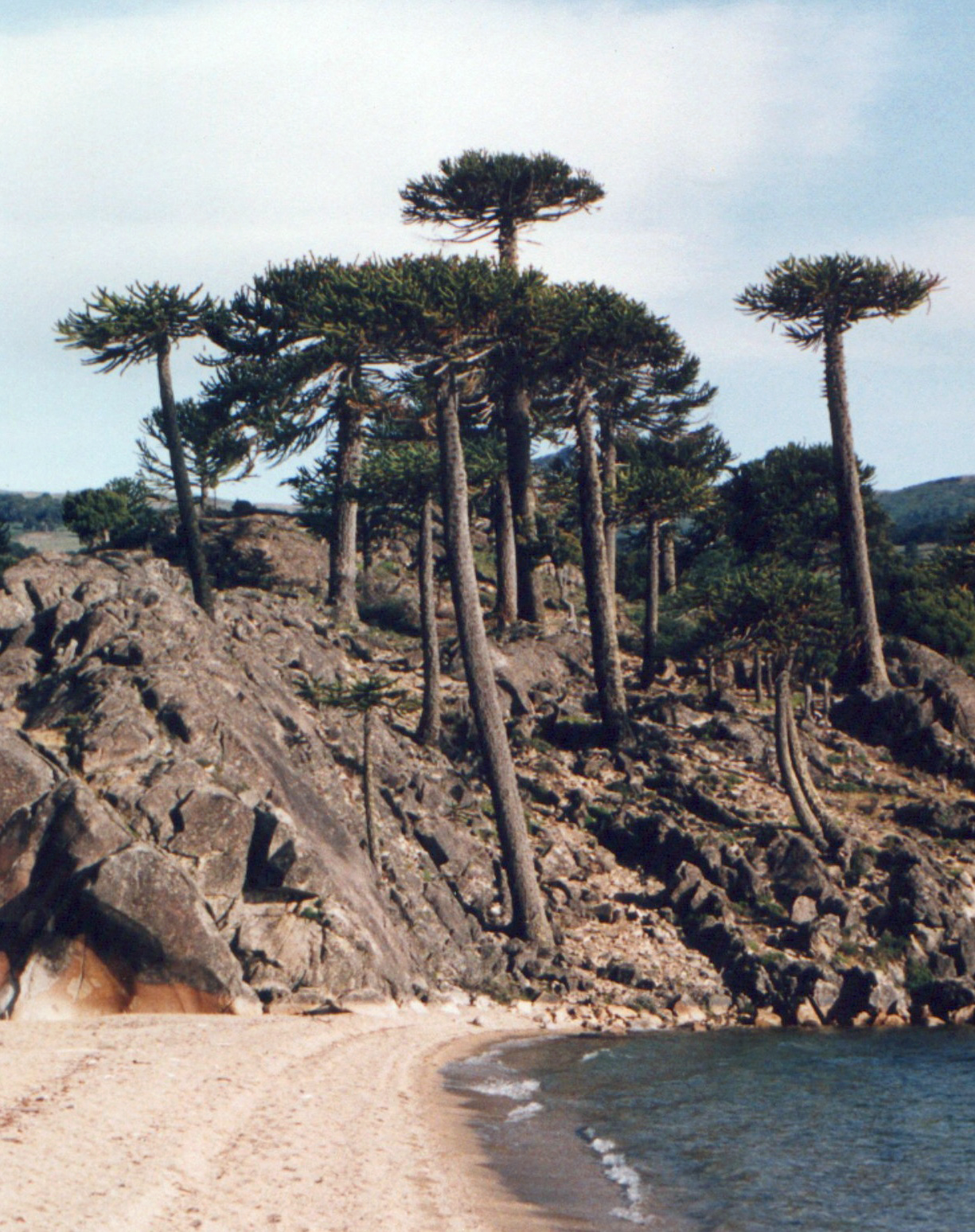
Araucaria araucana
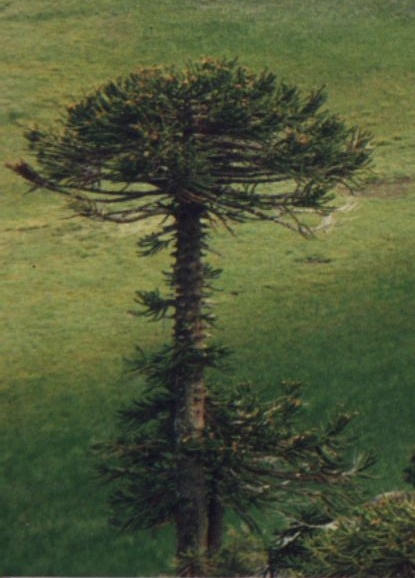
Araucaria araucana
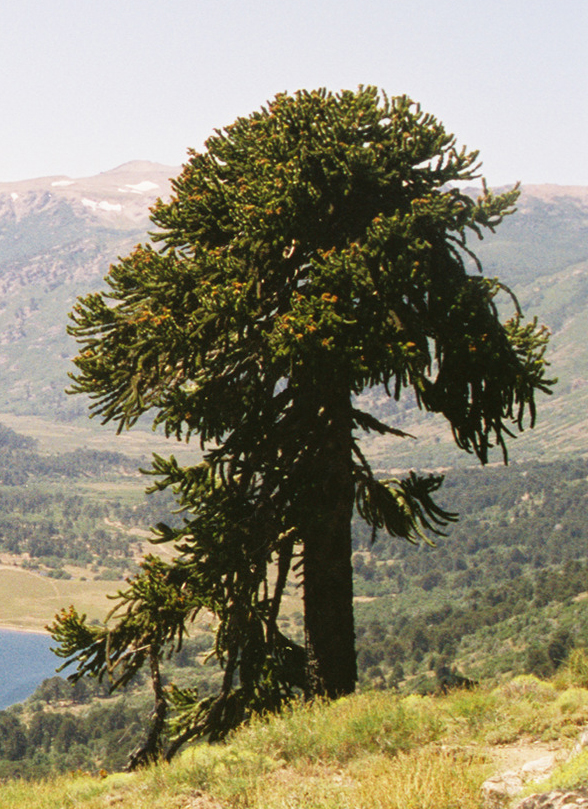
Araucaria araucana molt vella
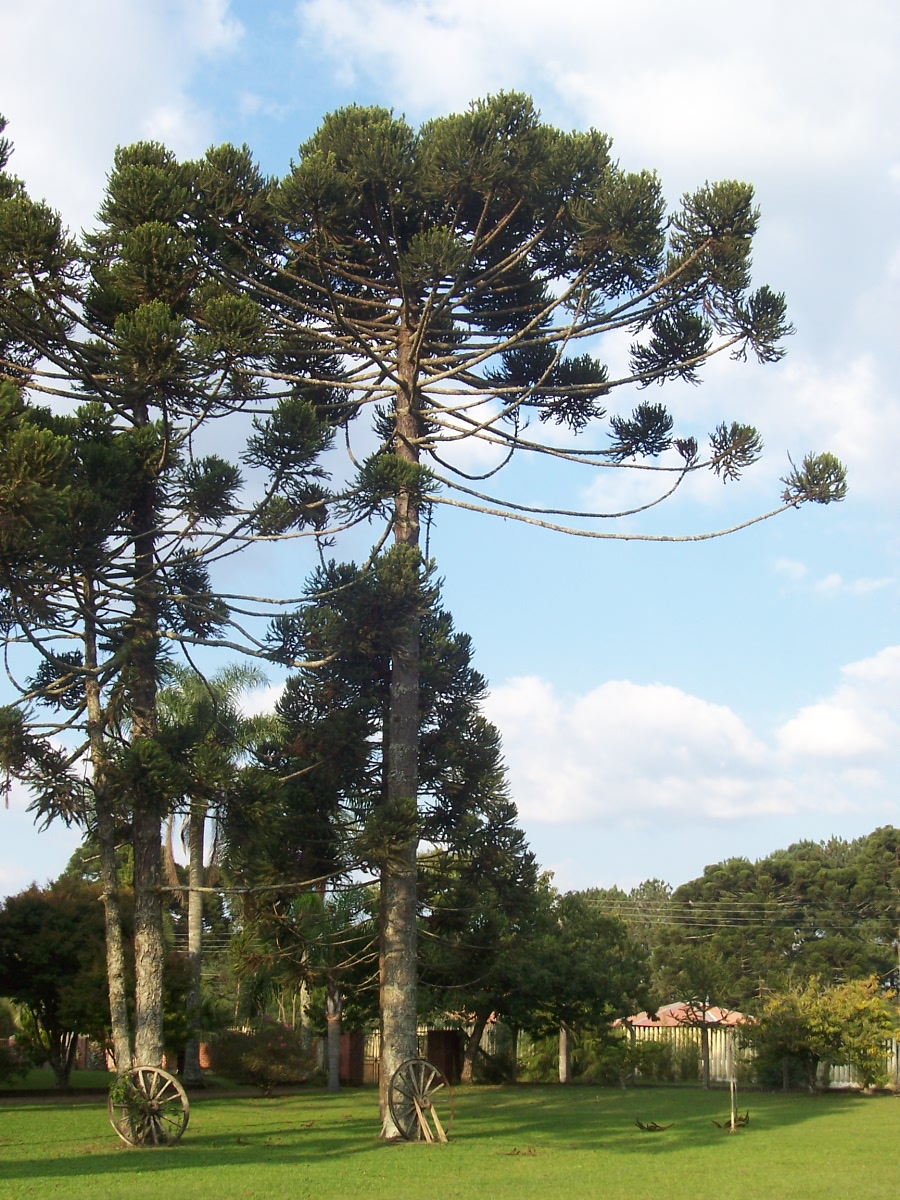
Araucaria angustifolia
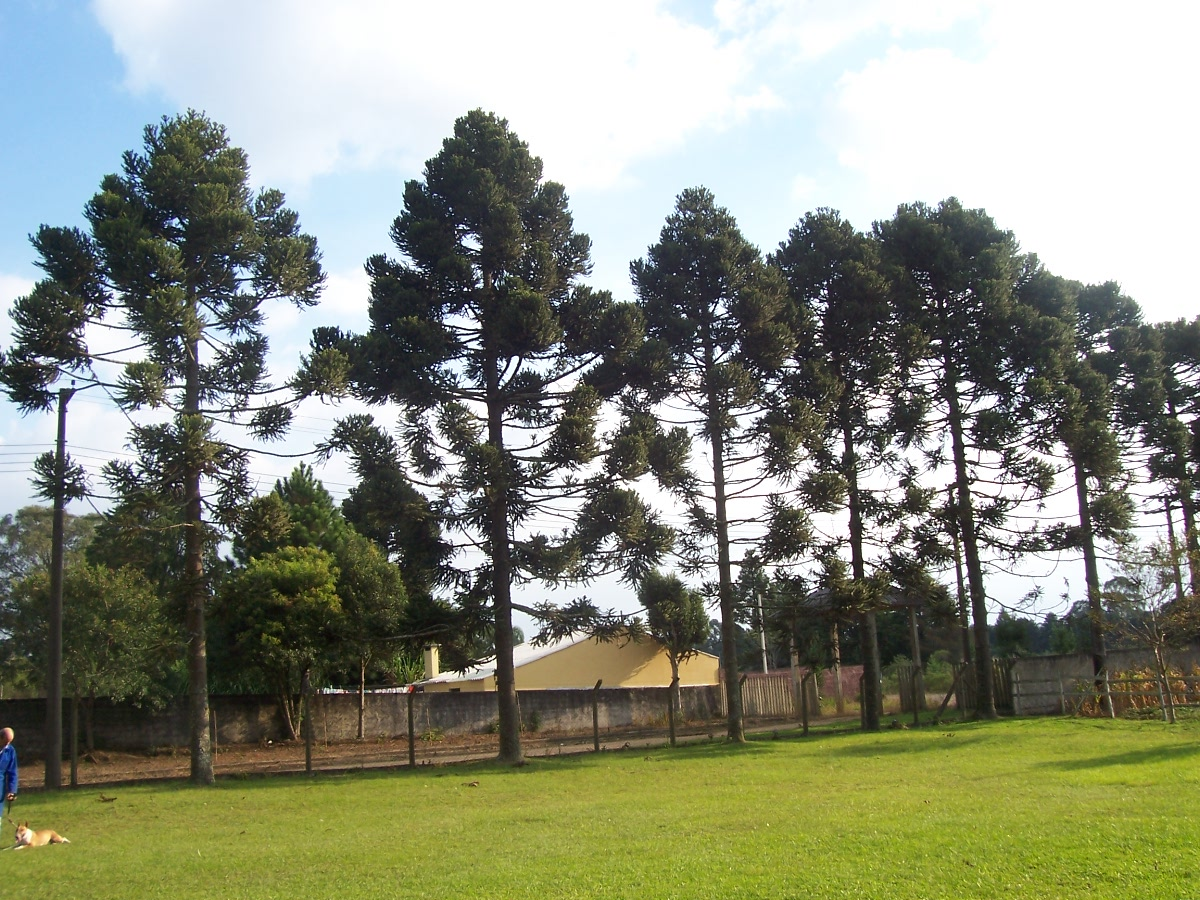
Araucaria angustifolia jove
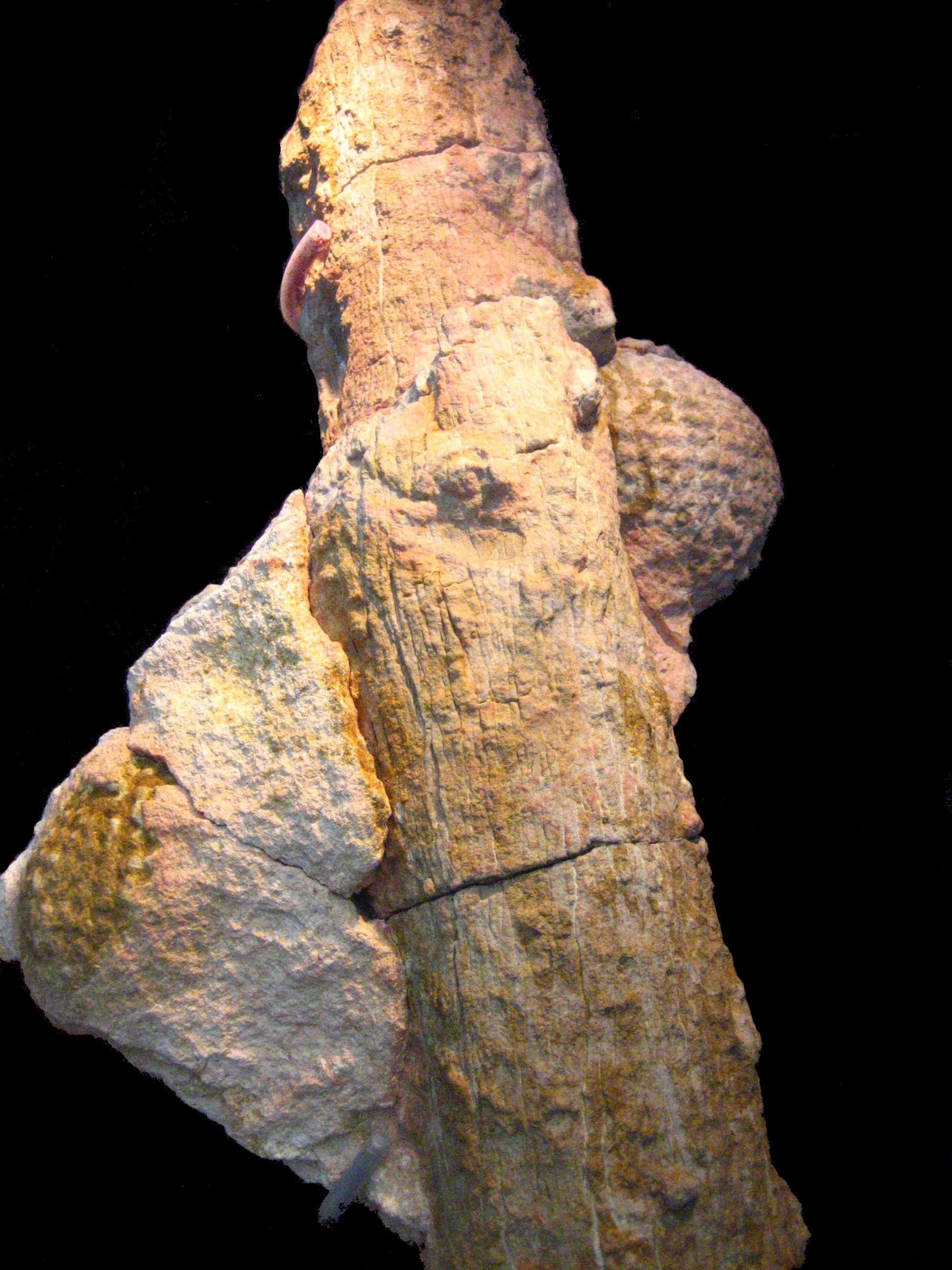
Fòssils d'Araucaria mirabilis
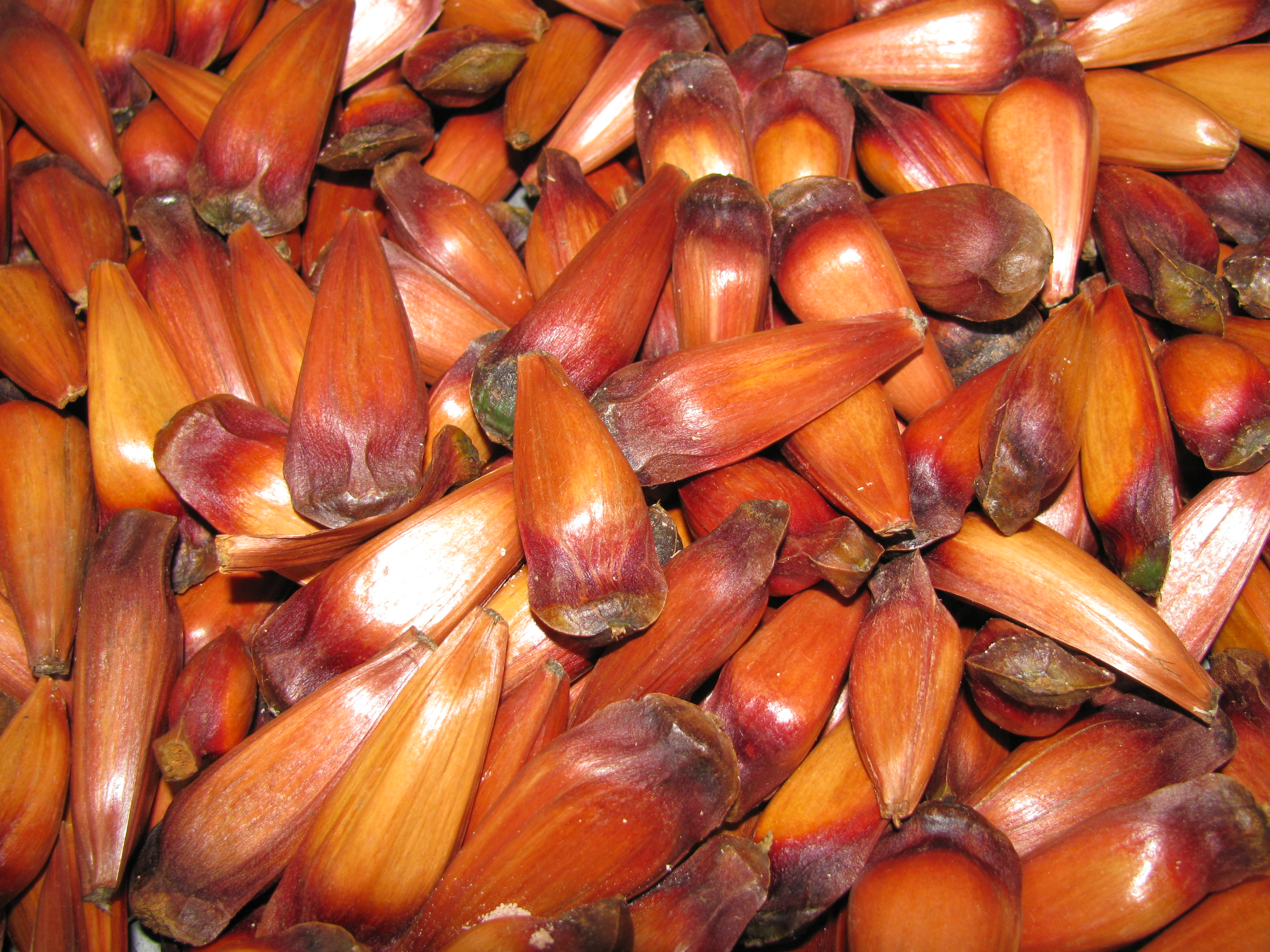
Llavors d'araucària